# Rudeau-Ladosse
Rudeau-Ladosse är en kommun i departementet Dordogne i regionen Nouvelle-Aquitaine i sydvästra Frankrike. Kommunen ligger i kantonen Mareuil som tillhör arrondissementet Nontron. År 2022 hade Rudeau-Ladosse 154 invånare.

## Befolkningsutveckling
Antalet invånare i kommunen Rudeau-Ladosse
Referens:INSEE